# Johan van Dommele
Johan van Dommele (Klundert, 26 april 1927 – Arnhem, 29 juni 2024) was een Nederlands organist. 

## Loopbaan
Van Dommele begint met orgelspelen op 9-jarige leeftijd, als hij naast zijn vader (die de kerkzang in Klundert begeleidt) op de orgelbank mag zitten en één octaaf hoger de melodie meespeelt. Niet veel later verving hij zijn vader bij ziekte.
Na een opleiding bij Willem Mathlener, organist van de Grote Kerk in Breda, wordt hij in 1949 toegelaten tot het conservatorium van Den Haag.  Hij studeert bij Adriaan Engels, Hendrik Andriessen en Everhard van Beijnum. In 1952 slaagt hij voor het examen Uitvoerend Musicus met een ‘’onderscheiding voor muzikaliteit’’.
Zijn loopbaan krijgt een onverwachte wending door de watersnood van 1953 die Klundert treft. Aangezien de piano's waarop hij zijn leerlingen lesgeeft verwoest zijn, besluit hij zijn heil te zoeken in Bennekom waar de kerkgemeente op zoek is naar een organist. Daarnaast leidt hij koren en is docent aan de kweekschool in Ede. In 1959 wordt hij docent aan de Muziekschool in Arnhem.
Later dat jaar wordt hij benoemd tot organist van het Strumphler-orgel in de Eusebiuskerk in Arnhem. Hier volgde hij de legendarische Simon C. Jansen op, die tot de Slag om Arnhem in 1944 organist was. Vanwege de verwoesting van de kerk duurde het tot 1959 voordat het orgel vanuit de Amsterdamse Hersteld Evangelisch-Lutherse kerk in de Eusbiuskerk was ingebouwd.
Om Arnhem als orgelstad op de kaart te zetten organiseerde hij vanaf 1968 de internationale orgeldagen Rijnstreek. Hij was actief met concerten in binnen- en buitenland. Tevens is hij lid geweest van adviescommissies voor de benoeming van organisten, zoals de benoeming van Johann Th. Lemckert in de Rotterdamse Laurenskerk en de benoeming van Wim van Beek in de Martinikerk in Groningen. Hij is vele malen jurylid geweest bij nationale en internationale orgelconcoursen. Van Dommele maakte een aantal lp's en cd’s waarop hij het orgel in de St. Eusebiuskerk bespeelt. Voor de NCRV neemt hij een serie radio-uitzendingen Zondagavond-zang op. 
Daarnaast was hij vanaf 1961 hoofdvakdocent orgel aan het conservatorium van Arnhem. Daarvan was hij van 1968 tot 1985 adjunct-directeur. Daarnaast verschenen van hem verschillende composities en een boek met improvisaties. In 1995 nam hij afscheid als organist van de Eusebiuskerk en werd opgevolgd door Johan Luimes. Bij deze gelegenheid is Van Dommele onderscheiden als Ridder in de Orde van Oranje-Nassau.
Van Dommele werd 97 jaar oud.
- Gemeinsame Normdatei: 1176059904
- MusicBrainz: 0fd4fd3d-8014-4ff8-84f3-26fc65359fe8
- Virtual International Authority File: 1591154867592060100001